# Torre de Pinós
La Torre de Pinós és una obra de Granollers (Vallès Oriental) declarada Bé Cultural d'Interès Nacional.

## Descripció
La torre de Pinós està situada a una elevació d'uns 200 metres sobre el nivell del mar, a llevant del nucli urbà, molt a prop del límit amb el terme municipal de Corró d'Avall. També hi ha una torre de control i vigilància, conjuntament amb la torre de can Casaca de la serra de Ponent.
Es tracta d'una torre de planta circular amb base lleugerament atalussada, de la qual s'ha perdut tota la banda meridional, en el punt on se suposa que hi havia la porta o la portella. Estava coberta per una cúpula rebaixada de rajols de ceràmica que sostenia un terrat pavimentat amb cairons. Es conserven, a 3 metres del terra, els forats de l'embigat del sostre de la planta baixa o de les bastides i s'intueix l'existència de verdugades horitzontals fetes amb pedres de mida més grossa que la resta de l'aparell. A uns 6 metres d'alçada hi ha les restes d'una falsa volta de maons a plec de llibre que cobria la planta pis i al capdamunt s'observa l'encaix de la plataforma superior. La part conservada presenta un coronament de merlets. L'aparell de la torre està format a base de còdols de riu lligats amb argamassa de cal; tant a l'interior com a l'exterior es conserven algunes restes d'arrebossat. L'aspecte actual de la torre és el resultat de les obres de consolidació portades a terme l'any 2003.

## Història
L'any 2003 es va portar a terme una intervenció arqueològica a la Torre de Pinós. Els resultats obtinguts van permetre establir diferents fases d'ocupació. A banda d'uns materials descontextualitzats del segle xvii, la primera gran fase documentada se situa a finals del segle xvii o principis del xviii, moment en què es construeix la torre. Durant la segona meitat del segle xix es documenta la sembra d'un camp de vinya a l'entorn de la torre, i a les darreries d'aquesta centúria es construeix un mur de coronament de la torre amb merlets i espitlleres i un nou paviment al terrat, fortificació probablement relacionada amb les Guerres Carlines. Durant el segle XX es produeix l'enderroc progressiu de la torre.